# Boy (음반)
《Boy》는 아일랜드의 록 밴드 U2의 데뷔 스튜디오 음반이다. 그것은 1980년 10월 20일 아일랜드 레코드에 의해 발표되었고 스티브 릴리와이트에 의해 제작되었다. 《Boy》는 그 당시 40곡의 곡들을 많이 수록하고 있는데, 이 곡은 그들의 데뷔 음반인 EP 《Three》에 원본에서 다시 녹음된 두 곡들을 포함한다.
《Boy》는 1980년 7월부터 9월까지 더블린의 윈드밀 레인 스튜디오에서 녹음되었는데, 1980년대에 U2가 선정한 녹음 장소가 되었다. 또한 그들이 릴리와이트와 협력한 것은 이번이 처음인데, 릴리와이트는 계단에서 뮬렌의 드럼을 녹음하고 자전거 바퀴에 부딪혀 부서진 병과 포크를 기록하는 등 전통적인 생산 기법을 사용하였다. 그 밴드는 릴리와이트가 매우 고무적이고 창조적이라는 것을 알게 되었고, 그 후에 그는 그들의 녹음된 작품의 빈번한 프로듀서가 되었다. 신학적으로, 이 음반의 가사는 사춘기, 순수함, 그리고 성인으로의 통과를 반영하는 것으로, 표지에 어린 소년의 얼굴을 통해 표현된 주제이다.